# Emilio Fenoll
Emilio Ángel Fenoll Mora (Torrent, 2 agosto 1964) è un ex calciatore spagnolo, di ruolo attaccante.

## Palmarès

### Club

#### Competizioni nazionali
- Segunda División: 1

Valencia: 1986-1987